# Stadtplatz (Wels)

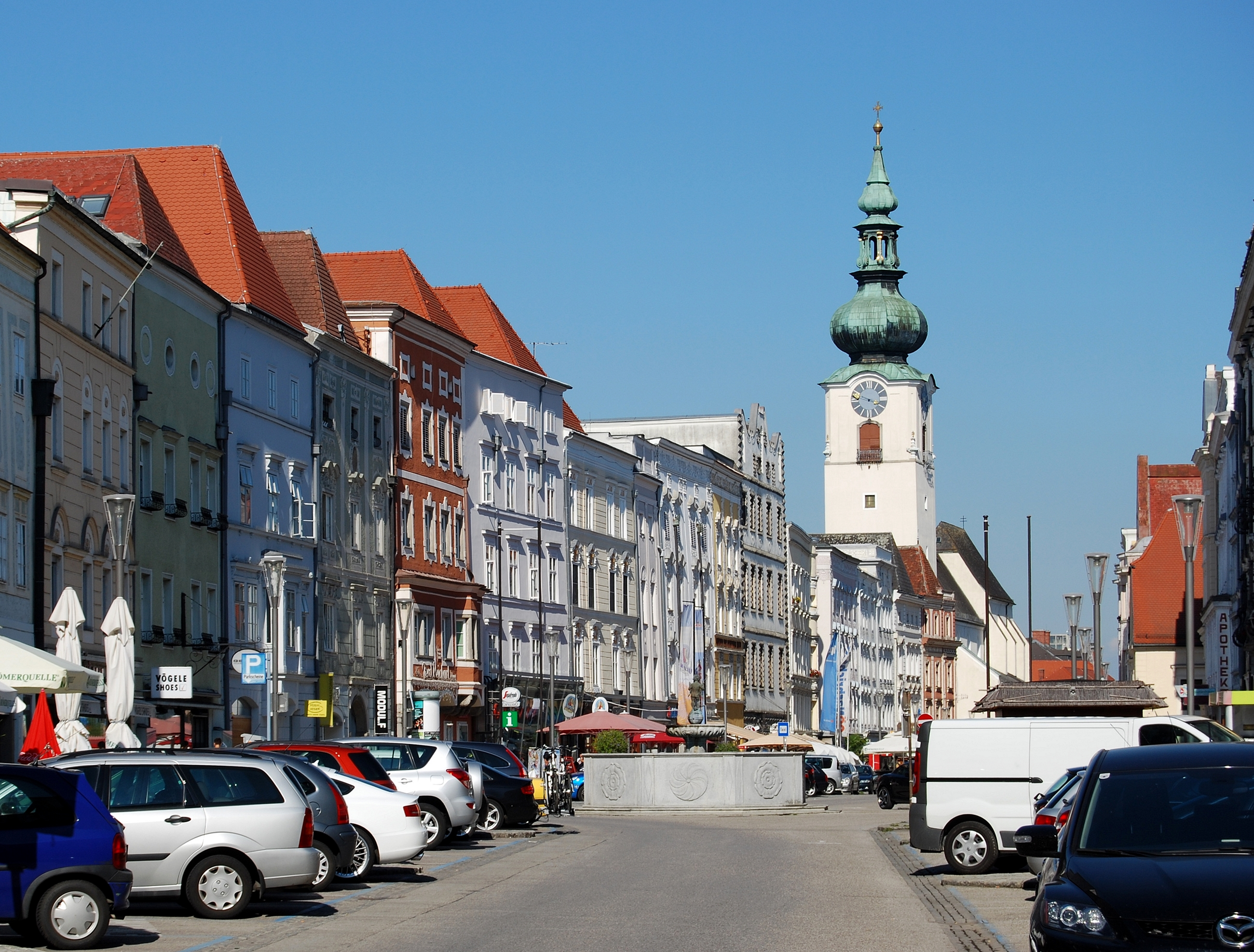
Blick nach Osten zur Stadtpfarrkirche. In der Mitte befindet sich der Stadtbrunnen.

Der Welser Stadtplatz ist der zentrale Platz von Wels und bildet das historische Stadtzentrum. Der etwa 500 Meter lange Platz ist im Südwesten durch den Ledererturm und im Nordosten durch die Stadtpfarrkirche Wels begrenzt.

## Geschichte

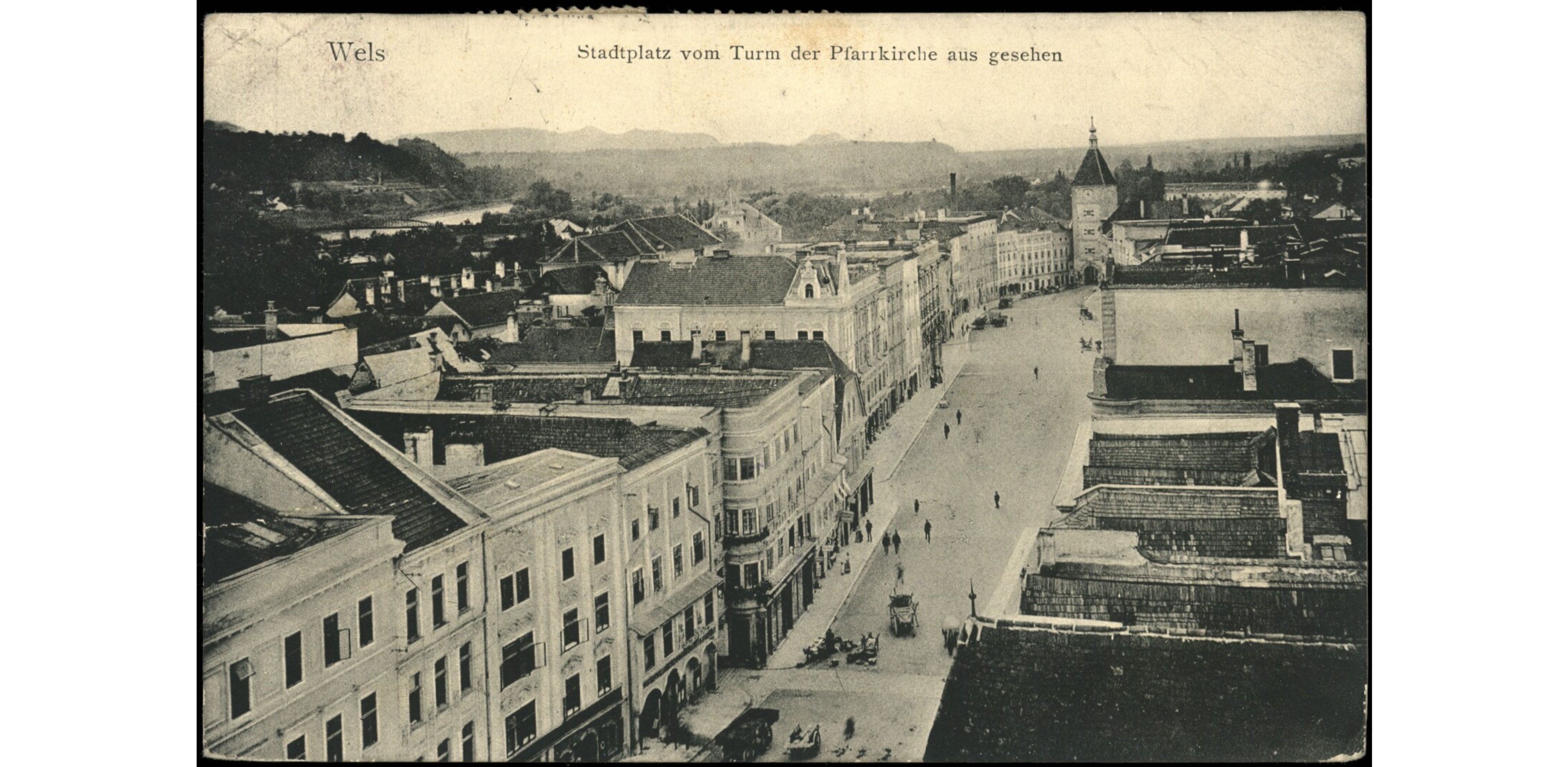
Stadtplatz vom Turm der Pfarrkirche aus gesehen, 1923

Die Welser Innenstadt, mit dem Stadtplatz im Zentrum, war im Mittelalter von einer Stadtmauer umgeben. Im Osten des Stadtplatzes befand sich das Stadttor im Fischerturm, der bei einem Brand 1870 zerstört und danach abgetragen wurde. Der Ledererturm ist heute das einzige verbliebene Stadttor von Wels. Die Entwicklung des Platzes zu seiner heutigen Größe begann vermutlich im 13. Jahrhundert.

## Märkte
Der Stadtplatz diente seit dem Mittelalter der Abhaltung von Märkten, auf denen vor allem Vieh und landwirtschaftliche Produkte gehandelt wurden. Im 16. Jahrhundert trug nicht nur die Bevölkerungszunahme, sondern vor allem auch die florierende Salzproduktion im südlichen Teil des Landes ob der Enns zur steigenden Bedeutung der Welser Märkte bei. Im waldreichen Salzkammergut war die Landwirtschaft nur spärlich ausgeprägt und das Gebiet war auf regelmäßige Getreidetransporte angewiesen. Diese Versorgung konnte von den Welser Märkten aus organisiert werden. Der Getreideverkauf wurde im Wesentlichen auf dem Kornmarkt im mittleren Teil des Stadtplatzes abgewickelt, in den die Hafergasse mündet. An der Südmauer des Städtischen Beschauhauses (Stadtplatz Nr. 37) wurde um 1553 der vom Steinmetzmeister Wolfgang von Hallstatt angefertigte Welser Metzen aufgestellt. Dieses Hohlmaß mit einem Fassungsvermögen von 75 Litern Wasser diente fast zwei Jahrhunderte lang als offizielles Landmaß. Die Wochenmärkte gewannen im 19. Jahrhundert an Bedeutung, insbesondere ab 1886, als die Welser Lokalbahnlinien nach Aschach an der Donau, Rohr im Kremstal und später nach Grünau im Almtal einen verbesserten Transport von Personen und Handelswaren ermöglichten.
Aufgrund des mangelnden Platzangebots und des zunehmenden Autoverkehrs übersiedelte der Wochenmarkt im August 1961 auf das heutige Marktgelände an der Dr.-Salzmann-Straße / Dragonerstraße. Heute werden am Stadtplatz Antiquitätenmärkte und der Welser Christkindlmarkt abgehalten.

## Architektur

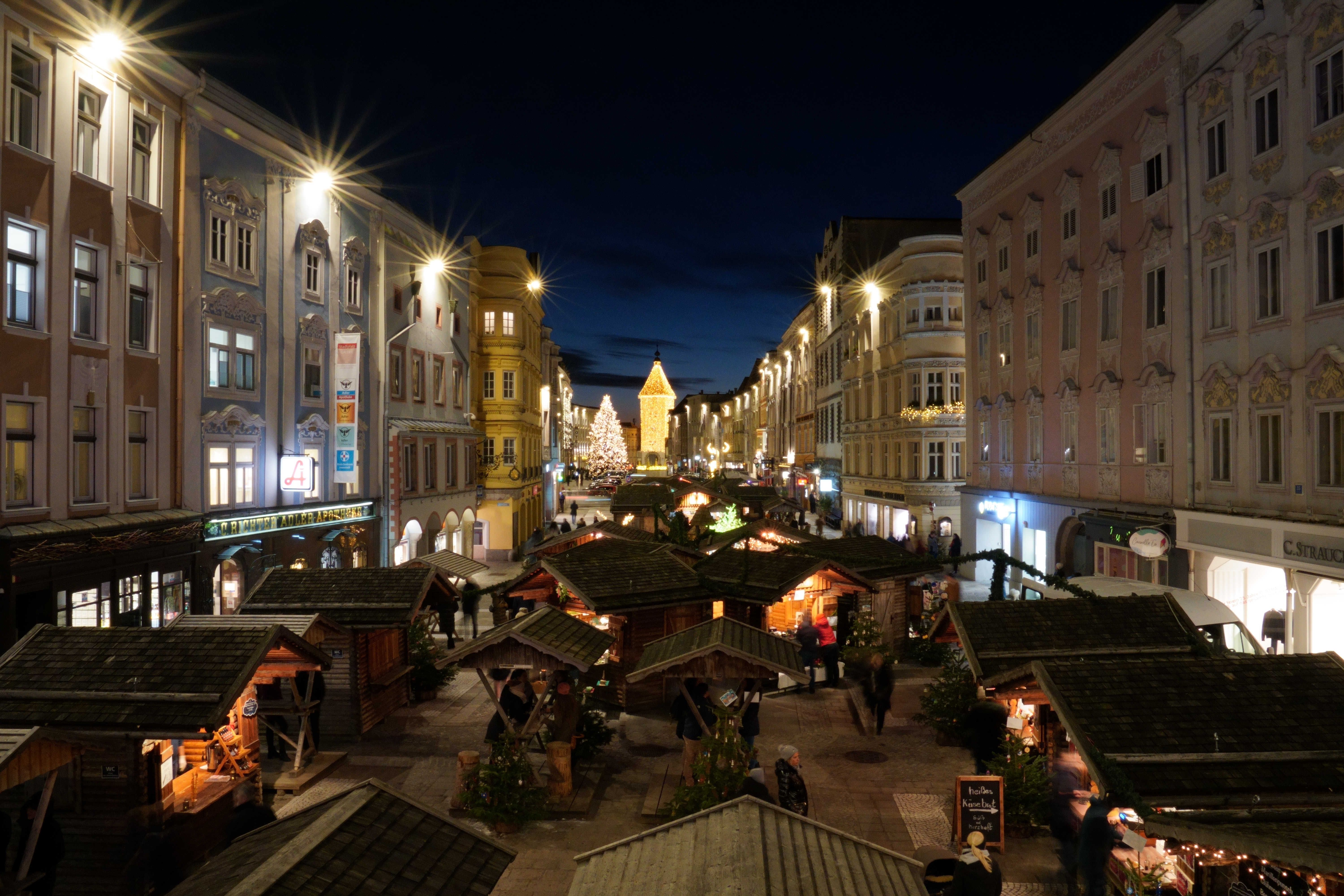
Blick über den Weihnachtsmarkt nach Westen zum Ledererturm.

Am Stadtplatz befinden sich gut erhaltene Häuser mit Fassaden aus unterschiedlichen Epochen wie etwa der Gotik, Renaissance und vor allem der Barockzeit. Die Häuser selbst sind jedoch zumeist älter und stammen aus der Zeit der Gotik und der Renaissance. Ein Großteil der Häuser stehen unter Denkmalschutz.